# Long Beach 2 Fillmoe
Albums par Daz Dillinger
R.A.W.
(2000) Game for Sale
(2001)
Albums par JT the Bigga Figga
Operation Takeover
(2000) Hustle Relentless
(2002)
Albums par Daz Dillinger & JT the Bigga Figga
Game for Sale
(2001)
Long Beach 2 Fillmoe est le premier album collaboratif de Daz Dillinger et JT the Bigga Figga, sorti le 6 janvier 2001.
L'album s'est classé 30e au Top Independent Albums et 70e au Top R&B/Hip-Hop Albums.

## Liste des titres
| No  | Titre                                                       | Contient un (des) sample(s) de                      | Durée |
| --- | ----------------------------------------------------------- | --------------------------------------------------- | ----- |
| 1.  | What You Gone Do (featuring Telly Mac)                      | Gin and Juice de Snoop Dogg featuring Daz Dillinger | 4:25  |
| 2.  | Playing Hard (featuring Cosmo et the Commissiona)           |                                                     | 4:14  |
| 3.  | Street Life (featuring Telly Mac)                           |                                                     | 3:02  |
| 4.  | One Nine (featuring Lil' C-Style)                           |                                                     | 3:44  |
| 5.  | Fillmoe (featuring Playa P et the Commissiona)              |                                                     | 3:38  |
| 6.  | Game for Sale (featuring Jacker, Buddah et the Commissiona) |                                                     | 3:18  |
| 7.  | Think Smart (featuring San Quinn et Big Pokey)              |                                                     | 3:57  |
| 8.  | Still Hustlin'                                              |                                                     | 4:05  |
| 9.  | Nothing but the Dog (featuring Telly Mac)                   |                                                     | 3:59  |
| 10. | Ain't Nothin' Changed (featuring Killa Tay et Cosmo)        |                                                     | 4:01  |
| 11. | Longbeach 2 Fillmoe (featuring Killa Tay et Telly Mac)      | Memory Lane de Minnie Riperton                      | 4:48  |
| 12. | No Love (featuring Telly Mac, the Commissiona et Guce)      |                                                     | 4:09  |